# Swiss Open (Badminton)
Die Swiss Open sind ein hochrangiges Badmintonturnier, das in der Schweiz seit 1955 ausgetragen wird. Damals wurden sie noch als Internationale Meisterschaften der Schweiz bezeichnet. Seit 1991 werden die Titelkämpfe Badminton Swiss Open genannt. Der Veranstaltungsort ist derzeit die St. Jakobshalle Basel. Aktuell findet das Turnier jedes Jahr im März statt.

## Geschichte
Ab 1989 hatten die Organisatoren der IMS immer mehr Probleme, genügend Sponsoren, Gelder und geeignete Hallen zu finden – es drohte der Verlust des internationalen Anlasses für die Schweiz.
1990 haben die beiden Badmintonspezialisten Charles A. Keller (Chef des Ressort Wettkampf des Schweizerischen Badminton-Verbandes) und Christian Wackernagel (Turnierorganisator des Winex-Cups und Sportartikelverkäufer der Firma Winex) in einer Blitzaktion vom Verband die Rechte und Pflichten an den Internationalen Meisterschaften in eigener Verantwortung übernommen.
Bis 2006 konnte in mehreren Jahren ein sechsstelliges Preisgeld ausgeschüttet werden, was dem Turnier zu einem Vier-Sterne-Status im World Badminton Grand Prix verhalf. Von 2006 bis 2010 fungierte als Haupt- und Titelsponsor die Firma Wilson.
2007 bis 2010 gehörte das Turnier zu der von der BWF neu ins Leben gerufenen Super Series, der die weltweit zwölf bedeutendsten Badmintonturniere angehören. Damit erhielt diese Veranstaltung die zweithöchste Einstufung für Weltranglistenpunkte (5.500) und das Preisgeld wurde von 120.000 auf 200.000 US-Dollar erhöht. Höher eingestuft waren nur Turniere wie zum Beispiel der Thomas Cup, der Uber Cup oder der Sudirman Cup.
Ab 2011 fand das BWF-Turnier mit dem Status Grand Prix Gold statt. Seit 2018 Turnier als World Tour-300-Turnier klassifiziert.
Seit 2012 ist die japanische Firma Yonex der neue Haupt- und Titelsponsor des int. World Tour-Turniere. Der Vertrag wurde 2021 erneuert.
2020 musste das Turnier wegen der Corona-Pandemie aussetzen, 2021 fand es als Bubble-Veranstaltung (ohne Zuschauer) statt.
2022 ist das Turnier vom 22.–27. März mit Zuschauern eingeplant.

## Preisgeldentwicklung seit 1991
| Jahr | Gesamtpreisgeld (in USD) | Turnierbudget (in CHF) | Zuschauer |
| 1991 | 15.000                   | 200.000                | 3.000     |
| 1992 | 35.000                   | 350.000                | 5.000     |
| 1993 | 35.000                   | 500.000                | 10.000    |
| 1994 | 75.000                   | 1.000.000              | 12.000    |
| 1995 | 75.000                   | 1.000.000              | 12.000    |
| 1996 | 100.000                  | 1.000.000              | 12.000    |
| 1997 | 125.000                  | 1.000.000              | 15.000    |
| 1998 | 125.000                  | 1.000.000              | 15.000    |
| 1999 | 80.000                   | 1.000.000              | 16.000    |
| 2000 | 100.000                  | 1.200.000              | 17.000    |
| 2001 | 120.000                  | 1.200.000              | 17.000    |
| 2002 | 80.000                   | 1.000.000              | 18.000    |
| 2003 | 80.000                   | 1.000.000              | 18.000    |
| 2004 | 80.000                   | 1.000.000              | 18.000    |
| 2005 | 80.000                   | 1.000.000              | 18.000    |
| 2006 | 120.000                  | 1.200.000              | 19.000    |
| 2007 | 200.000                  | 1.300.000              | 20.000    |
| 2008 | 200.000                  | 1.400.000              | 20.000    |
| 2009 | 200.000                  | 1.400.000              | 20.000    |
| 2010 | 200.000                  | 1.400.000              | 20.000    |
| 2011 | 125.000                  | 1.400.000              | 18.000    |
| 2012 | 125.000                  | 1.300.000              | 20.000    |
| 2013 | 125.000                  | 1.200.000              | 18.000    |
| 2014 | 125.000                  | 1.200.000              | 18.000    |
| 2015 | 120.000                  | 1.200.000              | 18.000    |
| 2016 | 120.000                  | 1.200.000              | 18.000    |
| 2017 | 120.000                  | 1.200.000              | 16.000    |
| 2018 | 150.000                  | 1.200.000              | 15.000    |
| 2019 | 150.000                  |                        |           |
| 2021 | 140.000                  |                        |           |
| 2022 | 200.000                  | 1.100.000              |           |
| 2022 | 210.000                  |                        |           |

## Die Sieger
| Saison    | Herreneinzel                                           | Dameneinzel                                            | Herrendoppel                                           | Damendoppel                                            | Mixed                                                  |
| --------- | ------------------------------------------------------ | ------------------------------------------------------ | ------------------------------------------------------ | ------------------------------------------------------ | ------------------------------------------------------ |
| 1955      | David Choong                                           | E. Müller                                              | David Choong Richard Lee                               | nicht ausgetragen                                      | nicht ausgetragen                                      |
| 1956      | Eddy Choong                                            | nicht ausgetragen                                      | David Choong Richard Lee                               | nicht ausgetragen                                      | nicht ausgetragen                                      |
| 1957      | Günter Ropertz                                         | Hannelore Schmidt                                      | Günter Ropertz Hans Eschweiler                         | Hannelore Schmidt Gisela Ellermann                     | Kurt Veller Gisela Ellermann                           |
| 1958      | Günter Ropertz                                         | Julie Charles                                          | Tom Heden Nish Jamgotch                                | nicht ausgetragen                                      | Bob Loo Noëlle Ailloud                                 |
| 1959      | Bengt Albertsen                                        | Pratuang Pattabongse                                   | Bengt Albertsen Arne Rasmussen                         | nicht ausgetragen                                      | Arne Rasmussen Hannelore Schmidt                       |
| 1960      | Erland Kops                                            | Annette Schmidt                                        | Erland Kops Knud E. Jepsen                             | Ute Seelbach Irmgard Latz                              | Erland Kops Annette Schmidt                            |
| 1961      | Ole Mertz                                              | Tonny Holst-Christensen                                | Ole Mertz Bjørn Holst-Christensen                      | nicht ausgetragen                                      | Bjørn Holst-Christensen Tonny Holst-Christensen        |
| 1962 1963 | nicht ausgetragen                                      | nicht ausgetragen                                      | nicht ausgetragen                                      | nicht ausgetragen                                      | nicht ausgetragen                                      |
| 1964      | Tage Nielsen                                           | June Vander Willigen                                   | Tage Nielsen Heinz Honegger                            | Bep Verstoep June Vander Willigen                      | Jack Stuart Bep Verstoep                               |
| 1965      | Tage Nielsen                                           | Bep Verstoep                                           | Tage Nielsen Heinz Honegger                            | Bep Verstoep June Jacques                              | Herman Moens Bep Verstoep                              |
| 1966 1968 | nicht ausgetragen                                      | nicht ausgetragen                                      | nicht ausgetragen                                      | nicht ausgetragen                                      | nicht ausgetragen                                      |
| 1969      | Hubert Riedo                                           | Brigitte Potthoff                                      | Kurt Achtleitner Karl Buchart                          | Brigitte Potthoff June Jacques                         | Roger Vanmeerbeek June Jacques                         |
| 1970      | Roy Díaz González                                      | Ingrid Wieltschnig                                     | Hermann Fröhlich Roy Díaz González                     | Ingrid Wieltschnig June Jacques                        | Hermann Fröhlich Ingrid Wieltschnig                    |
| 1971      | Torsten Winter                                         | Josée Carrel                                           | Torsten Winter Hugo Wilmes                             | Hedwig Hurst Vreni Schkölzinger                        | Hugo Wilmes L. Ruchet                                  |
| 1972 1973 | nicht ausgetragen                                      | nicht ausgetragen                                      | nicht ausgetragen                                      | nicht ausgetragen                                      | nicht ausgetragen                                      |
| 1974      | Roy Díaz González                                      | Barbara Lord                                           | Ricardo Jaramillo Jorge Palazuelos                     | Barbara Lord Deirdre Tyghe                             | Roy Díaz González Deirdre Tyghe                        |
| 1975      | Bjarne Caspersen                                       | Liselotte Blumer                                       | William Kerr Kenneth Parsons                           | Tonny Pannemans Ann Parsons                            | Kenneth Parsons Ann Parsons                            |
| 1976      | Steen Fladberg                                         | Yu Yuk Geor                                            | Claus Andersen Hans Olaf Birkholm                      | Yu Yuk Geor Lim Shour                                  | Hans Olaf Birkholm Birthe Ratsach                      |
| 1977      | Gert Helsholt                                          | Liselotte Blumer                                       | Peter Holm Hans Olaf Birkholm                          | Hanke de Kort Inge Rozemeijer                          | Peter Holm Birthe Ratsach                              |
| 1978      | nicht ausgetragen                                      | nicht ausgetragen                                      | nicht ausgetragen                                      | nicht ausgetragen                                      | nicht ausgetragen                                      |
| 1979      | Liao Kun-fu                                            | Liselotte Blumer                                       | Gerd Kattau Olaf Rosenow                               | Pia Nielsen Jette Boyer                                | Peter Holm Pia Nielsen                                 |
| 1980      | Bernd Wessels                                          | Liselotte Blumer                                       | Bernd Wessels Gunther Bludau                           | Lone Nielsen Lisbeth Lauridsen                         | Per Nygaard Bente Terkelsen                            |
| 1981      | Rob Ridder                                             | Liselotte Blumer                                       | Kenn H. Nielsen Jens Peter Nierhoff                    | Susanne Ejlertsen Liselotte Gøttsche                   | Rob Ridder Marjan Ridder                               |
| 1982      | Michal Malý                                            | Eline Coene                                            | Bas von Barnau Sijthoff Ed Romeijn                     | Paula Kloet Grace Kakiay                               | Guus van der Vlugt Paula Kloet                         |
| 1983      | Sompol Kukasemkij                                      | Eline Coene                                            | Frank van Dongen Ivan Kristanto                        | Eline Coene Jeanette van Driel                         | Bas von Barnau Sijthoff Jeanette van Driel             |
| 1984      | Uwe Scherpen                                           | Liselotte Blumer                                       | Rolf Rüsseler Volker Eiber                             | Monique Hoogland Erica van Dijck                       | Hans-Georg Fischedick Susanne Altmann                  |
| 1985      | Vitaliy Shmakov                                        | Tatyana Litvinenko                                     | Rolf Rüsseler Volker Eiber                             | Tatyana Litvinenko Elena Rybkina                       | Vitaliy Shmakov Elena Rybkina                          |
| 1986      | Chris Jogis                                            | Monique Hoogland                                       | Ron Michels Hendrik Rozemeijer                         | Monique Hoogland Paula Kloet                           | Alex Meijer Paula Kloet                                |
| 1987      | Philip Sutton                                          | Astrid van der Knaap                                   | Billy Gilliland Andy Goode                             | Katrin Schmidt Heidemarie Krickhaus                    | Alex Meijer Monique Hoogland                           |
| 1988      | Kwan Yoke Meng                                         | Christine Skropke                                      | Ong Beng Teong Cheah Soon Kit                          | Paula Rip-Kloet Maaike de Boer                         | Ralf Rausch Christine Skropke                          |
| 1989      | Liu Zhiheng                                            | Tang Jiuhong                                           | Ong Beng Teong Cheah Soon Kit                          | Huang Hua Tang Jiuhong                                 | Kim Moon-soo Chung So-young                            |
| 1990      | Michael Keck                                           | Diana Koleva                                           | Stefan Frey Stephan Kuhl                               | Monika Cassens Petra Michalowsky                       | Bernd Schwitzgebel Petra Michalowsky                   |
| 1991      | Pär-Gunnar Jönsson                                     | Elena Rybkina                                          | Pär-Gunnar Jönsson Stellan Österberg                   | Katrin Schmidt Kerstin Ubben                           | Michael Keck Anne-Katrin Seid                          |
| 1992      | Joko Suprianto                                         | Astrid van der Knaap                                   | Jan-Eric Antonsson Stellan Österberg                   | Maria Bengtsson Catrine Bengtsson                      | Mikael Rosén Maria Bengtsson                           |
| 1993      | Fung Permadi                                           | Yuliani Santosa                                        | Pär-Gunnar Jönsson Peter Axelsson                      | Gillian Clark Joanne Wright                            | Pär-Gunnar Jönsson Maria Bengtsson                     |
| 1994      | Thomas Stuer-Lauridsen                                 | Camilla Martin                                         | Pär-Gunnar Jönsson Peter Axelsson                      | Lotte Olsen Lisbet Stuer-Lauridsen                     | Peter Axelsson Marlene Thomsen                         |
| 1995      | Jens Olsson                                            | Camilla Martin                                         | Jon Holst-Christensen Thomas Lund                      | Helene Kirkegaard Rikke Olsen                          | Thomas Lund Marlene Thomsen                            |
| 1996      | Poul-Erik Høyer Larsen                                 | Camilla Martin                                         | Jon Holst-Christensen Thomas Lund                      | Lisbet Stuer-Lauridsen Marlene Thomsen                 | Jan-Eric Antonsson Astrid Crabo                        |
| 1997      | Dong Jiong                                             | Camilla Martin                                         | Lee Dong-soo Yoo Yong-sung                             | Ge Fei Gu Jun                                          | Liu Yong Ge Fei                                        |
| 1998      | Peter Gade                                             | Camilla Martin                                         | Zhang Wei Zhang Jun                                    | Ge Fei Gu Jun                                          | Michael Søgaard Rikke Olsen                            |
| 1999      | Fung Permadi                                           | Cindana Hartono                                        | Jens Eriksen Jesper Larsen                             | Mette Sørensen Rikke Olsen                             | Simon Archer Joanne Goode                              |
| 2000      | Xia Xuanze                                             | Dai Yun                                                | Ha Tae-kwon Kim Dong-moon                              | Qin Yiyuan Gao Ling                                    | Kim Dong-moon Ra Kyung-min                             |
| 2001      | Roslin Hashim                                          | Pi Hongyan                                             | Michael Søgaard Jim Laugesen                           | Ra Kyung-min Lee Kyung-won                             | Jens Eriksen Mette Schjoldager                         |
| 2002      | Marleve Mainaky                                        | Mia Audina Tjiptawan                                   | Lee Dong-soo Yoo Yong-sung                             | Ra Kyung-min Lee Kyung-won                             | Kim Dong-moon Ra Kyung-min                             |
| 2003      | Lee Hyun-il                                            | Zhang Ning                                             | Flandy Limpele Eng Hian                                | Yang Wei Zhang Jiewen                                  | Jens Eriksen Mette Schjoldager                         |
| 2004      | Lin Dan                                                | Gong Ruina                                             | Fu Haifeng Cai Yun                                     | Gao Ling Huang Sui                                     | Kim Dong-moon Ra Kyung-min                             |
| 2005      | Muhammad Hafiz Hashim                                  | Pi Hongyan                                             | Candra Wijaya Sigit Budiarto                           | Lee Kyung-won Lee Hyo-jung                             | Nathan Robertson Gail Emms                             |
| 2006      | Lee Chong Wei                                          | Xu Huaiwen                                             | Chan Chong Ming Koo Kien Keat                          | Du Jing Yu Yang                                        | Nathan Robertson Gail Emms                             |
| 2007      | Chen Jin                                               | Zhang Ning                                             | Koo Kien Keat Tan Boon Heong                           | Zhao Tingting Yang Wei                                 | Lee Yong-dae Lee Hyo-jung                              |
| 2008      | Lin Dan                                                | Xie Xingfang                                           | Jung Jae-sung Lee Yong-dae                             | Yang Wei Zhang Jiewen                                  | He Hanbin Yu Yang                                      |
| 2009      | Lee Chong Wei                                          | Wang Yihan                                             | Koo Kien Keat Tan Boon Heong                           | Du Jing Yu Yang                                        | Zheng Bo Ma Jin                                        |
| 2010      | Chen Jin                                               | Wang Shixian                                           | Ko Sung-hyun Yoo Yeon-seong                            | Tian Qing Yu Yang                                      | Lee Yong-dae Lee Hyo-jung                              |
| 2011      | Park Sung-hwan                                         | Saina Nehwal                                           | Ko Sung-hyun Yoo Yeon-seong                            | Ha Jung-eun Kim Min-jung                               | Joachim Fischer Nielsen Christinna Pedersen            |
| 2012      | Chen Jin                                               | Saina Nehwal                                           | Naoki Kawamae Shoji Sato                               | Xia Huan Tang Jinhua                                   | Tontowi Ahmad Liliyana Natsir                          |
| 2013      | Wang Zhengming                                         | Wang Shixian                                           | Chai Biao Hong Wei                                     | Jung Kyung-eun Kim Ha-na                               | Joachim Fischer Nielsen Christinna Pedersen            |
| 2014      | Viktor Axelsen                                         | Wang Yihan                                             | Chai Biao Hong Wei                                     | Bao Yixin Tang Jinhua                                  | Chris Adcock Gabrielle Adcock                          |
| 2015      | Srikanth Kidambi                                       | Sun Yu                                                 | Cai Yun Lu Kai                                         | Bao Yixin Tang Yuanting                                | Lu Kai Huang Yaqiong                                   |
| 2016      | H. S. Prannoy                                          | He Bingjiao                                            | Kim Astrup Anders Skaarup Rasmussen                    | Shizuka Matsuo Mami Naitō                              | Wang Yilu Chen Qingchen                                |
| 2017      | Lin Dan                                                | Chen Xiaoxin                                           | Chai Biao Hong Wei                                     | Chen Qingchen Jia Yifan                                | Dechapol Puavaranukroh Sapsiree Taerattanachai         |
| 2018      | Sameer Verma                                           | Sayaka Takahashi                                       | Mathias Boe Carsten Mogensen                           | Ayako Sakuramoto Yukiko Takahata                       | Mark Lamsfuß Isabel Herttrich                          |
| 2019      | Shi Yuqi                                               | Chen Yufei                                             | Fajar Alfian Muhammad Rian Ardianto                    | Chang Ye-na Jung Kyung-eun                             | Mathias Bay-Smidt Rikke S. Hansen                      |
| 2020      | abgesagt aufgrund der COVID-19-Pandemie in der Schweiz | abgesagt aufgrund der COVID-19-Pandemie in der Schweiz | abgesagt aufgrund der COVID-19-Pandemie in der Schweiz | abgesagt aufgrund der COVID-19-Pandemie in der Schweiz | abgesagt aufgrund der COVID-19-Pandemie in der Schweiz |
| 2021      | Viktor Axelsen                                         | Carolina Marín                                         | Kim Astrup Anders Skaarup Rasmussen                    | Pearly Tan Thinaah Muralitharan                        | Thom Gicquel Delphine Delrue                           |
| 2022      | Jonatan Christie                                       | P. V. Sindhu                                           | Fajar Alfian Muhammad Rian Ardianto                    | Gabriela Stoeva Stefani Stoeva                         | Mark Lamsfuß Isabel Lohau                              |
| 2023      | Koki Watanabe                                          | Pornpawee Chochuwong                                   | Satwiksairaj Rankireddy Chirag Shetty                  | Rena Miyaura Ayako Sakuramoto                          | Jiang Zhenbang Wei Yaxin                               |
| 2024      | Lin Chun-yi                                            | Carolina Marín                                         | Ben Lane Sean Vendy                                    | Lanny Tria Mayasari Ribka Sugiarto                     | Goh Soon Huat Shevon Jemie Lai                         |

## Sieger nach Land
| Pos | Nation               | HE | DE | HD | DD | MX | Total |
| 1   | China                | 11 | 15 | 7  | 16 | 7  | 56    |
| 2   | Dänemark             | 12 | 7  | 13 | 7  | 14 | 53    |
| 3   | Deutschland          | 6  | 4  | 7  | 4½ | 7  | 28½   |
| 4   | Niederlande          | 1  | 6  | 3½ | 6½ | 5½ | 22½   |
| 5   | Südkorea             | 2  |    | 6  | 6  | 6  | 20    |
| 6   | Malaysia             | 7  |    | 7  | 1  | 1  | 16    |
| 7   | Indonesien           | 4  | 2  | 4  | 1  | 1  | 12    |
| 8   | Schweden             | 2  |    | 4  | 1  | 3½ | 10½   |
| 8   | Schweiz              | 1  | 7  | 1  |    | 1  | 10    |
| 9   | England              |    | 1  | 1½ | 1  | 4  | 7½    |
| 11  | Belgien              |    | 2  |    | 3  | 2  | 7     |
|     | Indien               | 3  | 3  | 1  |    |    | 7     |
| 13  | Südafrika            | 1  | 1  | 1  | 1½ | 1½ | 6     |
| 14  | Russland (inkl. URS) | 1  | 2  |    | 1  | 1  | 5     |
|     | Chinesisch Taipeh    | 3  | 1  |    | 1  |    | 5     |
|     | Österreich           |    | 1  | 1½ | 1½ | 1  | 5     |
| 17  | Frankreich           |    | 3  |    |    | 1½ | 4½    |
| 18  | Japan                | 1  |    | 1  | 2  |    | 4     |
|     | Mexiko               | 2  |    | 1½ |    | ½  | 4     |
|     | Thailand             | 1  | 2  |    |    | 1  | 4     |
| 21  | Bulgarien            |    | 1  |    | 1  |    | 2     |
|     | Spanien              |    | 2  |    |    |    | 2     |
| 23  | USA                  | 1  |    | ½  |    |    | 1½    |
|     | DDR                  |    |    |    | 1  | ½  | 1½    |
| 25  | Wales                | 1  |    |    |    |    | 1     |
|     | Tschechien           | 1  |    |    |    |    | 1     |
| 27  | Schottland           |    |    | ½  |    |    | ½     |
|     | Gesamt               | 61 | 60 | 61 | 56 | 59 | 297   |